# 9 janvier dans les chemins de fer
9 décembre 9 février
Chronologies thématiques
- Croisades
- Sports
- Disney

Cette page concerne les événements qui se sont déroulés un 9 janvier dans les chemins de fer.

## Événements

### XIXesiècle
- 1830, États-Unis, Charleston : mise en chantier de la première ligne de chemin de fer de Caroline du Sud, qui est également une des premières des États-Unis.
- 1882, États-Unis : départ de Cincinnati à destination de Dayton du premier train de la Cincinnati Northern Railway.